# Apple II+
Der Apple II+ war ein leicht erweiterter Apple II, der 1979 erschien. Er verfügte über bis zu 48 KB RAM und bot als erster Apple-Computer – statt des älteren Integer BASIC von Steve Wozniak – das Applesoft BASIC, ein gleitkomma-fähiges BASIC aus dem Hause Microsoft, fest eingebaut an. Auch das „Autostart-ROM“, das ein angeschlossenes Diskettenlaufwerk ohne Benutzereingriff booten, sowie selbständig zwischen Warm- und Kaltstarts unterscheiden konnte, war jetzt standardmäßig vorhanden. Es entfielen dagegen einige eher „hackerfreundliche“ als „anwenderfreundliche“ Komponenten des ROMs, darunter der eingebaute Mini-Assembler, die „Step“- und „Trace“-Befehle des Monitors, und der Sweet-16-Interpreter. Bis auf den Sweet 16 kamen diese später auf dem Apple IIc und dem erweiterten Apple IIe wieder zurück.
Der Apple II+ war der erste Rechner, der von Apple auch in Europa gezielt vermarktet wurde; das hiesige Modell hieß Apple ][ europlus. Bis auf die Umstellung von 110 auf 220 Volt Netzspannung, geändertes Tastaturlayout und die von 60 auf 50 Hertz geänderte Bildwiederholrate war der Europlus identisch mit dem amerikanischen Apple II+. Damit konnte er zwar ein halbwegs standardkonformes PAL-Bild erzeugen, jedoch keine Farben. Für Farbdarstellung auf dem komplizierteren europäischen PAL-System musste eine Steckkarte zugekauft und nachgerüstet werden. Viele dieser PAL-Karten erzeugten aber eine relativ schlechte Bildqualität (Bildzittern, laufende Moiré-Muster), eine rühmliche Ausnahme war die PAL-Karte der Firma IBS (nicht mehr existent). 
Die Elektronik des Apple II+ wurde im Laufe der folgenden Jahre immer wieder leicht aktualisiert, meistens ohne dass sich dies sichtbar auf den Betrieb auswirkte. Die Motherboard-Revisionen 7 und höher konnten, wenn der Benutzer einen ROM-Chip gegen ein entsprechend programmiertes EPROM tauschte, auch Kleinbuchstaben, Umlaute, und andere nicht-amerikanische Zeichen anzeigen. Deren Eingabe war allerdings immer noch nicht ohne weiteres möglich, da die Tastatur nur Großbuchstaben erzeugte. Auch wurde der dafür einzusetzende Chip nicht von Apple selbst angeboten, sondern musste anderweitig besorgt werden.
Der Apple II+ wurde sehr erfolgreich oft als Schulcomputer eingesetzt und des Öfteren geklont. Er war leicht zu klonen, da in ihm nur Standard-ICs verwendet wurden. Allerdings waren die Klone fast alle illegal, weil sie die Copyright-geschützte Firmware des Apples einfach kopierten und nicht, wie später die IBM-PC-Klone, bei gleicher Funktionalität neu programmierten. Die Apple-Firmware enthielt noch keine saubere Einsprungtabelle, sondern verwendete feststehende Einsprungpunkte irgendwo „mittendrin“. Zugleich musste der Firmware-Code ungewöhnlich kompakt sein, um den für ihn reservierten knapp bemessenen Adressraum von 2 KB nicht zu sprengen. Beides zusammen machte die funktionsgleiche Neuprogrammierung sehr viel schwieriger als beim IBM PC. Als die „Wild-West-Zeiten“ im Microcomputerbereich allmählich endeten, verschwanden die Apple-Klone daher schnell wieder vom Markt.

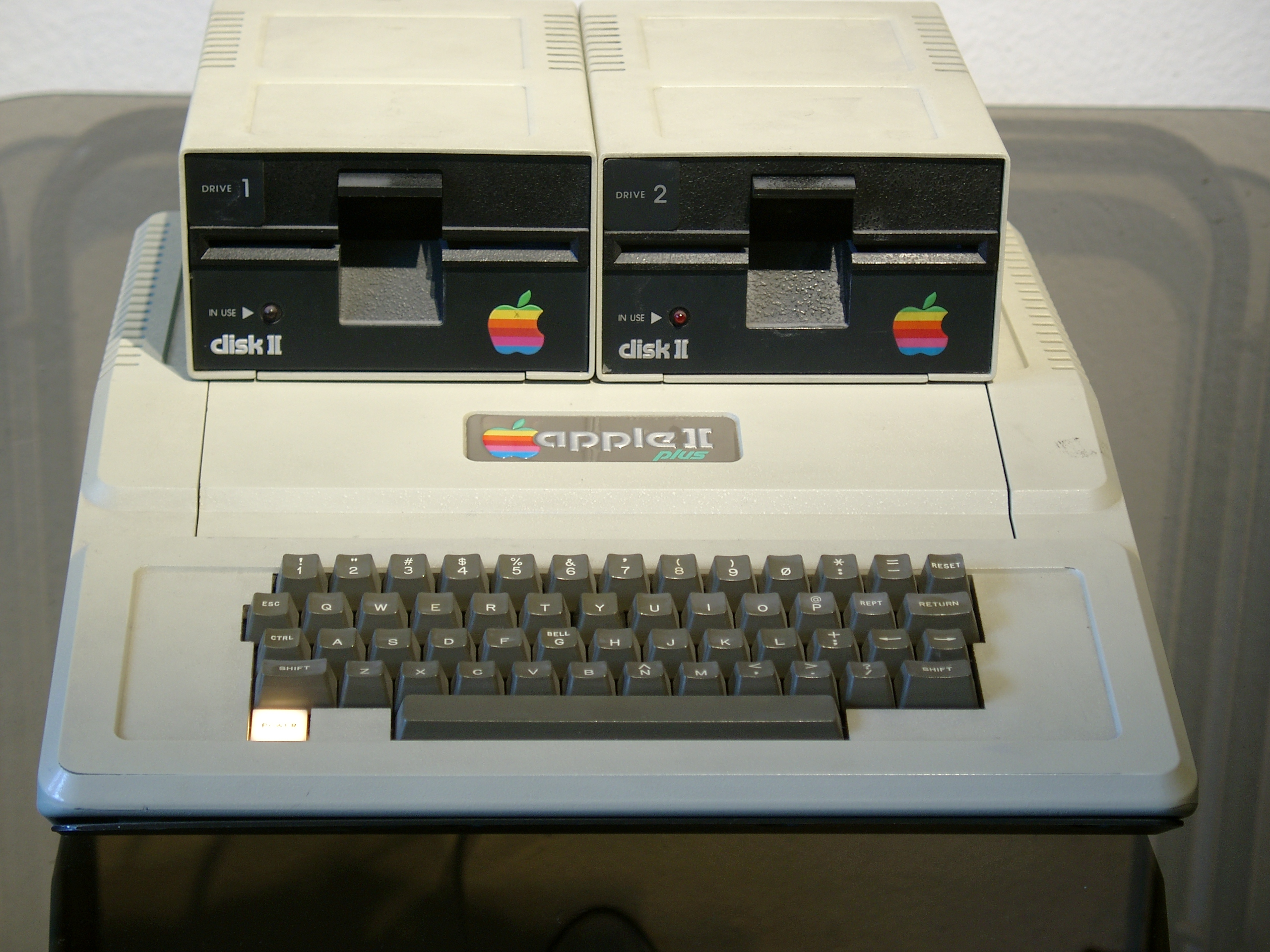
Apple II Europlus mit Disk-II-Laufwerken
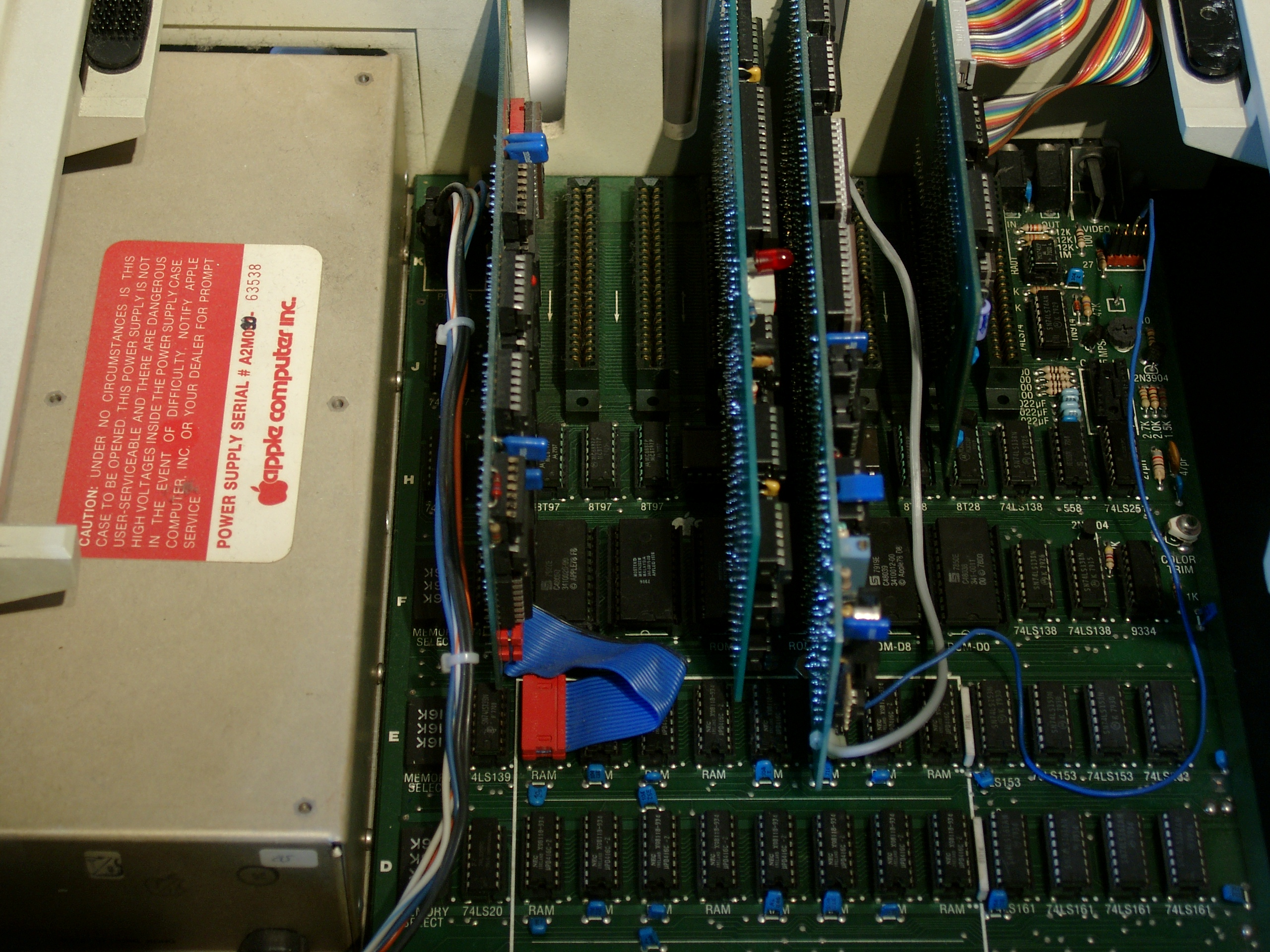
Netzteil, daneben die Steckkarten: Speichererweiterung 16 KB („Apple II Language Card“), Karte mit einem Z80-Prozessor, 80-Zeichen-Karte und Karte für Floppy-Disk-Laufwerke
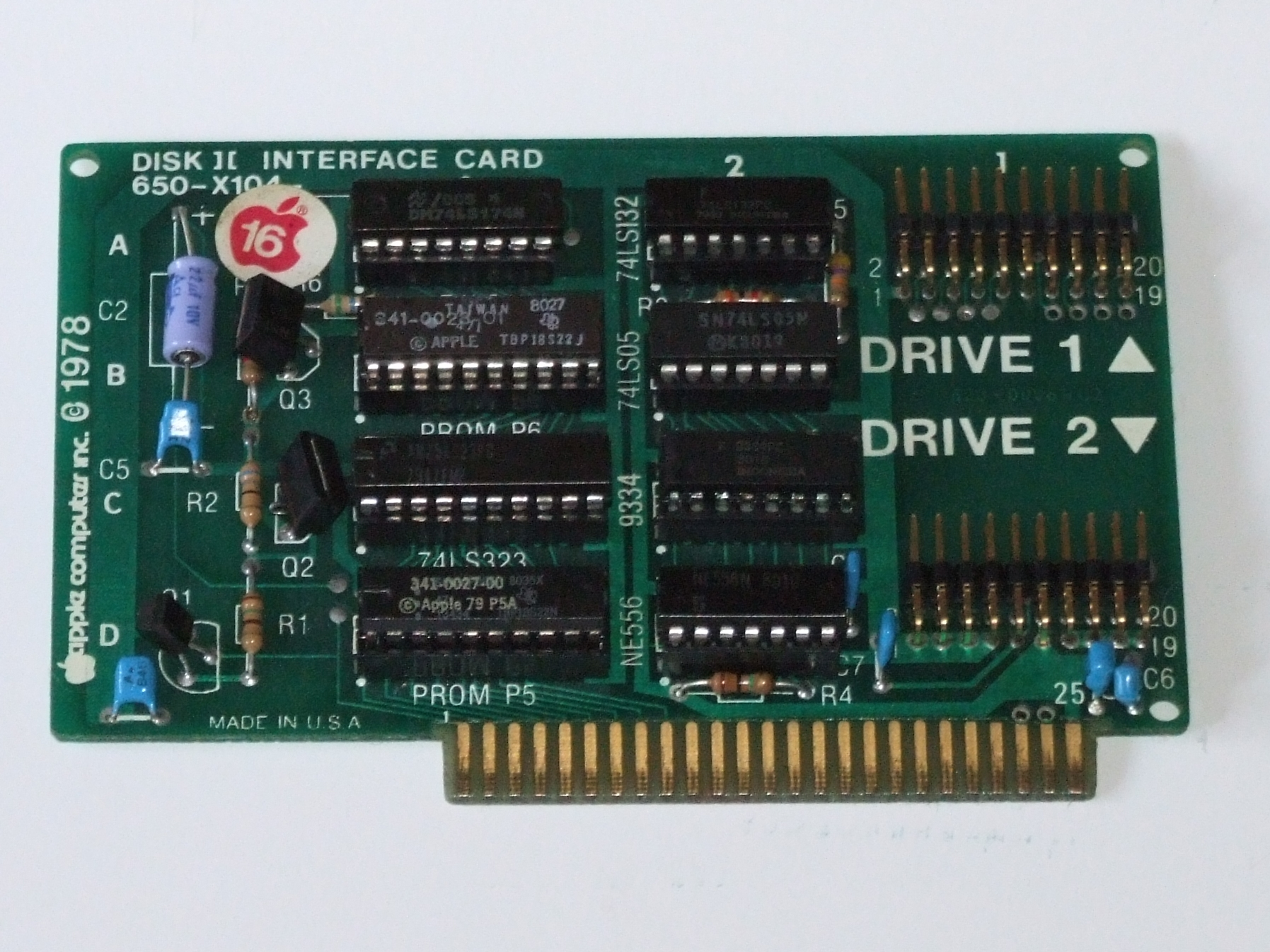
Disk II Interface
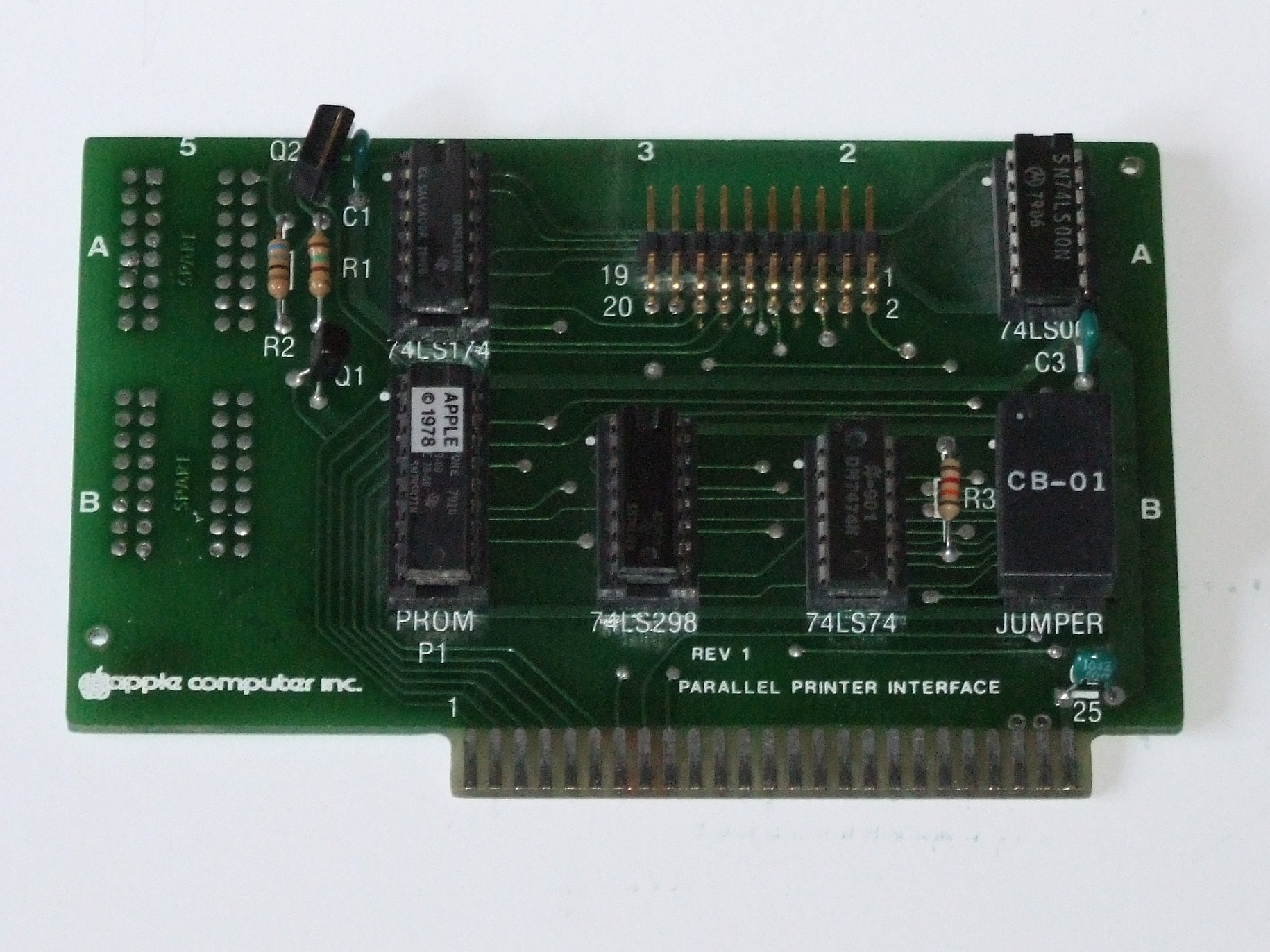
Parallel Printer Interface
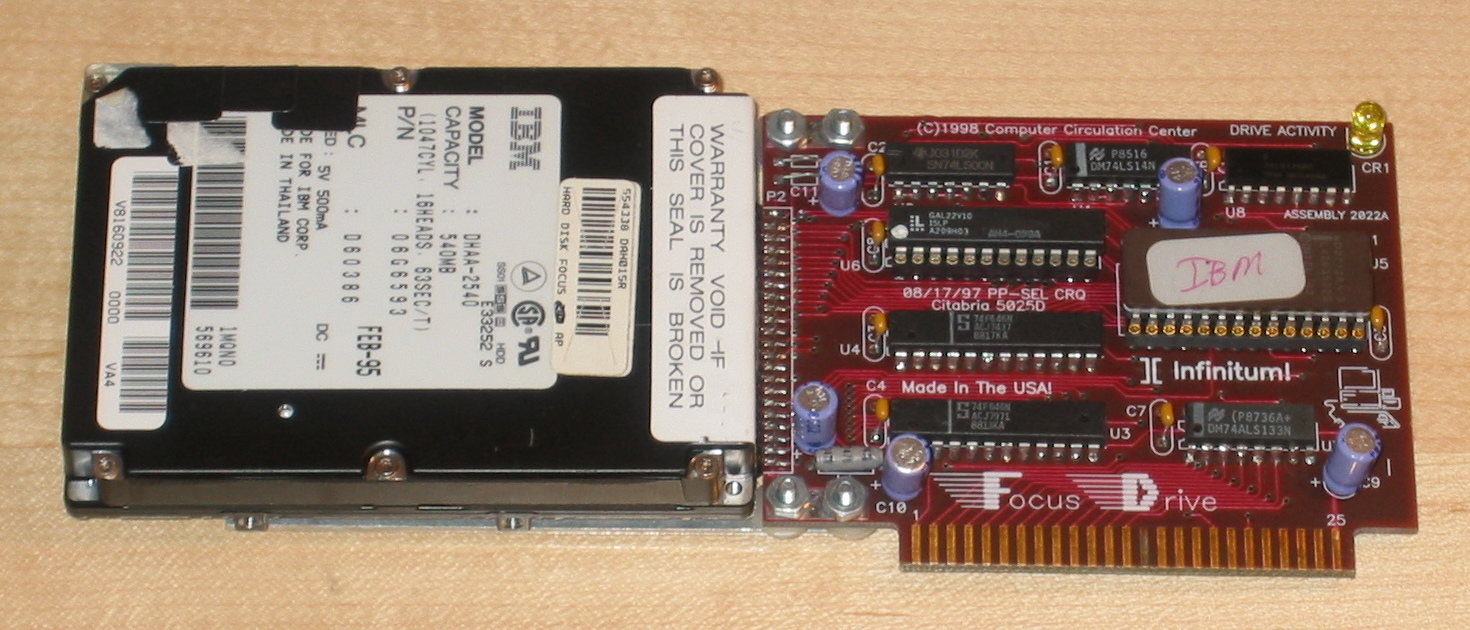
Focus Drive für den Apple II (Hardcard)

1982 wurde der Apple II+ vom Apple IIe abgelöst.